# 김구 (방송인)
김구(본명: 김원기, 1977년 3월 2일~)는 대한민국의 음악인, 방송인이다. 1986년 초등학교 3학년 시절 미국으로 이민하였고, 1997년 귀국하여 1998년 언더그라운드 다운타운 클럽에서 디스크 자키로 첫 데뷔 후, 1999년부터 2002년까지 음악 그룹 《코요태》의 구성원으로 활동했다.
그는 1999년 코요태의 1집 앨범으로 정식 데뷔하였지만 2002년 엑스터시 사건에 연루되어 구속 수감되면서 코요태를 탈퇴하였다. 2006년 김원준과 함께 5인조 그룹인 베일(V.E.I.L)을 결성하여 활동했다.

## 학력
- 메릴랜드 대학교 미술학과 (중퇴)

## 음반
- 코요태 1집 《순정》(1999)
- 코요태 2집 《실연》(1999)
- 코요태 3집 《Passion》(2000)
- 코요태 4집 《필립(必立)》(2002)
- V.E.I.L 1집 《V.El.I.L》(2006)
- V.E.I.L 《모두 잠든 후에》(2006)
- V.E.I.L 《Lesson 1》(2007)
- V.E.I.L 1.5집 《Lesson Completed》(2008)
- MC 스나이퍼×김구 《다시, 남자》(2015)

## 성우 활동

### TV프로그램
- 《휴먼다큐 사람이 좋다》 (MBC)
- 《해피 선데이》 (KBS)
- 《출발! 비디오 여행》 (MBC)
- 《글로벌 스타크래프트 II 리그》 (곰TV)
- 《사랑해》 (MBN)
- 《영재발굴단》 (SBS)

### 광고
- 파브 보르도 (삼성전자)
- 싸이언 디스코 (LG전자)
- 카이런 (쌍용자동차)
- 엑센트 (현대자동차)
- 카페라떼 (매일유업)
- 2010 세계디자인수도 서울
- 스위티오바나나 (Dole)
- OB맥주
- 캐논 EOS 450D (캐논)
- 쏘나타 (현대자동차)
- 쌍용자동차
- KT 금호렌터카
- CR-V (혼다)
- VLUU NV24HD (삼성테크윈)
- 파브 보르도 750 (삼성전자)
- 비발디파크 오션월드 (대명레저산업)
- SM7 (르노삼성자동차)
- 삼성 센스 노트북 (삼성전자)
- 뮤 디지털카메라 (올림푸스)
- 베르나 (현대자동차)
- LG텔레콤 PASSON
- 금호아시아나
- 스포티지 R (기아자동차)
- 마리오아울렛
- 한국투자증권
- 대우건설
- 현대아산
- 체어맨 (쌍용자동차)
- 쉐보레 스파크
- 대우건설
- 봄비 (농심)
- SM3 (르노삼성자동차)
- 싸이언 아레나 (LG전자)
- 싼타페 (현대자동차)
- SK텔레콤
- 영화 예고편(나레이션)
- 공익광고협의회 공공 에티켓 공익광고

## 수상
- 2001년 : Mnet 뮤직비디오 페스티벌 혼성그룹 부문
- 2001년 : 제16회 골든 디스크 본상